# ローゼンカバリー
ローゼンカバリー（欧字名:Rosen Kavalier、1993年6月1日 - 2010年）は、日本の競走馬、種牡馬。主な勝ち鞍に1996年のセントライト記念、1997年のアメリカジョッキークラブカップ、日経賞、1999年の目黒記念。
馬名の意味は、リヒャルト・シュトラウスのオペラ『ばらの騎士』であるが、薔薇一族ではなく、ファンシミン系に属する。

## 経歴

### 4歳
ローゼンカバリーは、父がサンデーサイレンス、母が重賞5勝のダイナフェアリー、兄が青葉賞優勝馬のサマーサスピションという良血で、デビュー時から期待されていた。
デビュー戦は1月の東京の新馬戦、武豊とのコンビで勝利を収めた。続くつばき賞（500万下）は2着に敗れたが、次の水仙賞（500万下）で1着になった。この水仙賞から4歳の終わりまで柴田善臣が騎乗している。
2勝目を挙げたローゼンカバリーはダービー出走を賭けて青葉賞に出走したが4着に敗れて、ダービーの出走権を逃した。更に日本ダービー当日に行われた駒草賞（900万下）に出走したが、5着に敗れた。それでも、しゃくなげステークス（900万下）で1着になり、休養に入った。
秋はセントライト記念から始動、見事に重賞初勝利を飾った。しかし、5番人気に推された菊花賞では逃げ戦法に打って出たが4コーナーで失速し11着と大敗を喫した。そして、古馬との初対戦となった鳴尾記念では4着に敗れ、この年を終えている。

### 5歳
年が明けて5歳になり、横山典弘とコンビを組むことになったローゼンカバリーは初戦のアメリカジョッキークラブカップで快勝、重賞2勝目を挙げた。続く中山記念は3着に終わったが、天皇賞（春）の前哨戦・日経賞に1番人気で勝ち、天皇賞（春）に挑むことになった。
しかし、横山がサクラローレルに乗るため藤田伸二に乗り替わった本番の天皇賞（春）では約8馬身差の5着に終わった。続く目黒記念では横山に鞍上が戻ったが5着、宝塚記念でも5着に終わった。
秋は天皇賞（秋）から復帰し、秋のGI3連戦に挑んだが、天皇賞（秋）は11着、ジャパンカップは9着、有馬記念は4着と勝てなかった。

### 6歳
6歳になったローゼンカバリーだったが、アメリカジョッキークラブカップ3着、中山記念2着、日経賞3着と得意の中山コースでも勝ち切れなかった。しかも、連覇のかかった日経賞では1番人気に推されながら敗れ、テンジンショウグンによる重賞最高配当（当時）の一端を担う羽目に遭っていた。それでも、続く天皇賞（春）で3着に入り、復活の狼煙を挙げたかに見えた。
しかし、宝塚記念で7着に敗れると、オールカマー4着、京都大賞典5着、天皇賞（秋）10着と精彩を欠いたまま、この年を終えている。

### 7歳
7歳になり菊沢隆徳とコンビを組むことになったローゼンカバリーは得意の中山コースのオープン特別・エイプリルステークスから復帰したが3着に敗れた。それでも、天皇賞（春）6着を経て出走した目黒記念でローゼンカバリーは快勝、2年3カ月ぶりに重賞を制覇した。だが、この勝利がローゼンカバリーにとって最後の勝利になった。
目黒記念後、ローゼンカバリーは宝塚記念こそ4着と健闘したが、秋になると京都大賞典10着、アルゼンチン共和国杯8着といいところなく敗れた。そして、暮れの香港ヴァーズでも7着に敗れたローゼンカバリーはこのレースを最後に引退、種牡馬入りした。

### 引退後
引退後、ローゼンカバリーは日本で種牡馬になったが、産駒の成績が上がらず、種付け数が伸びなかった。そのため、2003年12月にフランスへ渡り、現地で種牡馬として供用されていたが、2010年に放牧中の事故により予後不良となり、安楽死の処置がとられている。
産駒は2004年にデビューをしているが、結局目立った実績を挙げるような産駒は現れなかった。

## 特徴
ローゼンカバリーは競走馬時代、非常に大きく深いブリンカーを装着し、しかもメンコを含めた色が馬主の社台レースホースの勝負服の色である黄色と黒のストライプだったため、「おばけブリンカー」「カメレオン」の愛称で呼ばれることもあった。また、この時期は「父サンデーサイレンス、母父ノーザンテーストの血統馬はGIで勝てない」というジンクスが広がっており、その代表格に挙げられることもあった。
4歳時の主戦騎手だった柴田善臣によると、ブリンカー未着用時の本馬はレース中1頭になると寂しがって鳴き、後から本馬を抜く馬がいると嬉しがって耳をパタパタさせて追いかけてしまった、という。そのため、駒草賞で5着に敗れた直後に、柴田は調教師の鈴木康弘に「ブリンカーを付けた方がいいかもしれない」と提言している。また、同じ要因でレース中に集中力を欠くことが多かったとも述べている。
ちなみにローゼンカバリーは中山競馬場で行われるレースには強く、7勝のうち5勝を中山競馬場で挙げている。

## 競走成績
| 年月日 | 年月日 | 年月日 | 競馬場 | 競走名               | 格    | 頭 数 | 枠 番 | 馬 番 | オッズ （人気） | 着順 | 騎手     | 斤量 | 距離（馬場）  | タイム（上り3F） | タイム 差 | 勝ち馬/（2着馬）       |
| 1996   | 1.     | 28     | 東京   | 4歳新馬              |       | 16    | 6     | 12    | 2.4（2人）      | 1着  | 武豊     | 55   | 芝1600m（良） | 1:36.6 (35.9)    | -0.1      | （サクラケイザンオー） |
|        | 2.     | 11     | 京都   | つばき賞             | 500万 | 9     | 8     | 8     | 3.6（1人）      | 2着  | 武豊     | 55   | 芝2000m（良） | 2:02.7 (35.6)    | 0.3       | ダイイチキャプテン     |
|        | 3.     | 10     | 中山   | 水仙賞               | 500万 | 12    | 2     | 2     | 1.8（1人）      | 1着  | 柴田善臣 | 55   | 芝2000m（良） | 2:02.7 (36.6)    | -0.1      | （サクランシンオー）   |
|        | 5.     | 4      | 東京   | 青葉賞               | GIII  | 18    | 7     | 13    | 3.4（1人）      | 4着  | 柴田善臣 | 56   | 芝2400m（良） | 2:27.6 (36.3)    | 0.3       | マウンテンストーン     |
|        | 6.     | 2      | 東京   | 駒草賞               | 900万 | 12    | 4     | 4     | 3.8（2人）      | 5着  | 柴田善臣 | 55   | 芝2000m（良） | 2:02.4 (34.5)    | 0.4       | マイネルワイズマン     |
|        | 6.     | 22     | 中山   | しゃくなげS          | 900万 | 10    | 4     | 4     | 3.0（2人）      | 1着  | 柴田善臣 | 55   | 芝2000m（良） | 2:01.7 (34.3)    | -0.3      | （キャッシュラボーラ） |
|        | 9.     | 23     | 中山   | セントライト記念     | GII   | 9     | 4     | 4     | 3.4（2人）      | 1着  | 柴田善臣 | 56   | 芝2200m（重） | 2:20.1 (35.8)    | -0.5      | （サクラケイザンオー） |
|        | 11.    | 3      | 京都   | 菊花賞               | GI    | 17    | 6     | 11    | 10.1（5人）     | 11着 | 柴田善臣 | 57   | 芝3000m（良） | 3:06.5 (35.8)    | 1.4       | ダンスインザダーク     |
|        | 12.    | 7      | 阪神   | 鳴尾記念             | GII   | 15    | 1     | 1     | 6.8（3人）      | 5着  | 柴田善臣 | 55   | 芝2500m（良） | 2:34.2 (36.7)    | 0.4       | マルカダイシス         |
| 1997   | 1.     | 19     | 中山   | AJCC                 | GII   | 9     | 8     | 8     | 4.1（3人）      | 1着  | 横山典弘 | 56   | 芝2200m（良） | 2:14.9 (37.1)    | 0.0       | （シグナスヒーロー）   |
|        | 3.     | 9      | 中山   | 中山記念             | GII   | 9     | 1     | 1     | 3.2（2人）      | 3着  | 横山典弘 | 56   | 芝1800m（良） | 1:48.9 (36.2)    | 0.2       | キングオブダイヤ       |
|        | 3.     | 23     | 中山   | 日経賞               | GII   | 10    | 7     | 7     | 2.0（1人）      | 1着  | 横山典弘 | 57   | 芝2500m（重） | 2:42.5 (35.4)    | -0.1      | （マウンテンストーン） |
|        | 4.     | 27     | 京都   | 天皇賞（春）         | GI    | 16    | 5     | 9     | 32.8（6人）     | 5着  | 藤田伸二 | 58   | 芝3200m（良） | 3:15.6 (35.9)    | 1.2       | マヤノトップガン       |
|        | 6.     | 7      | 東京   | 目黒記念             | GII   | 15    | 7     | 13    | 4.5（2人）      | 5着  | 横山典弘 | 58.5 | 芝2500m（良） | 2:32.8 (35.4)    | 0.1       | アグネスカミカゼ       |
|        | 7.     | 6      | 阪神   | 宝塚記念             | GI    | 12    | 1     | 1     | 29.6（7人）     | 5着  | 横山典弘 | 58   | 芝2200m（良） | 2:12.5 (36.9)    | 0.6       | マーベラスサンデー     |
|        | 10.    | 26     | 東京   | 天皇賞（秋）         | GI    | 16    | 8     | 15    | 106.4（10人）   | 11着 | 横山典弘 | 58   | 芝2000m（良） | 2:00.3 (36.2)    | 1.3       | エアグルーヴ           |
|        | 11.    | 23     | 東京   | ジャパンC            | GI    | 14    | 5     | 8     | 80.2（13人）    | 9着  | 横山典弘 | 57   | 芝2400m（良） | 2:26.9 (35.4)    | 1.1       | ピルサドスキー         |
|        | 12.    | 21     | 中山   | 有馬記念             | GI    | 16    | 2     | 4     | 35.6（8人）     | 4着  | 横山典弘 | 57   | 芝2500m（良） | 2:35.3 (37.0)    | 0.5       | シルクジャスティス     |
| 1998   | 1.     | 25     | 中山   | AJCC                 | GII   | 11    | 5     | 5     | 3.3（2人）      | 3着  | 横山典弘 | 58   | 芝2200m（良） | 2:16.2 (36.5)    | 0.9       | メジロブライト         |
|        | 3.     | 15     | 中山   | 中山記念             | GII   | 9     | 4     | 4     | 5.6（3人）      | 2着  | 横山典弘 | 58   | 芝1800m（良） | 1:48.9 (37.3)    | 0.3       | サイレンススズカ       |
|        | 3.     | 29     | 中山   | 日経賞               | GII   | 12    | 5     | 6     | 2.5（1人）      | 3着  | 横山典弘 | 58   | 芝2500m（良） | 2:34.7 (35.3)    | 0.3       | テンジンショウグン     |
|        | 5.     | 3      | 京都   | 天皇賞（春）         | GI    | 14    | 6     | 10    | 22.4（5人）     | 3着  | 横山典弘 | 58   | 芝3200m（良） | 3:24.0 (34.2)    | 0.4       | メジロブライト         |
|        | 7.     | 12     | 阪神   | 宝塚記念             | GI    | 13    | 6     | 8     | 25.7（7人）     | 7着  | 横山典弘 | 58   | 芝2200m（良） | 2:12.7 (35.2)    | 0.8       | サイレンススズカ       |
|        | 9.     | 20     | 中山   | オールカマー         | GII   | 13    | 3     | 3     | 10.4（5人）     | 4着  | 安田富男 | 58   | 芝2200m（良） | 2:14.5 (36.0)    | 0.9       | ダイワテキサス         |
|        | 10.    | 11     | 京都   | 京都大賞典           | GII   | 7     | 4     | 4     | 16.6（5人）     | 5着  | 吉田豊   | 58   | 芝2400m（良） | 2:27.0 (35.8)    | 1.4       | セイウンスカイ         |
|        | 11.    | 1      | 東京   | 天皇賞（秋）         | GI    | 12    | 4     | 4     | 71.4（9人）     | 10着 | 横山典弘 | 58   | 芝2000m（良） | 2:01.0 (35.0)    | 1.7       | オフサイドトラップ     |
| 1999   | 4.     | 17     | 中山   | エイプリルS          | OP    | 12    | 2     | 2     | 16.9（7人）     | 3着  | 菊沢隆徳 | 60   | 芝2000m（良） | 2:00.0 (35.4)    | 0.2       | ツクバシンフォニー     |
|        | 5.     | 2      | 京都   | 天皇賞（春）         | GI    | 12    | 7     | 9     | 77.4（9人）     | 6着  | 菊沢隆徳 | 58   | 芝3200m（良） | 3:16.6 (34.9)    | 1.3       | スペシャルウィーク     |
|        | 6.     | 12     | 東京   | 目黒記念             | GII   | 12    | 3     | 3     | 8.4（2人）      | 1着  | 菊沢隆徳 | 58   | 芝2500m（良） | 2:32.2 (35.3)    | -0.6      | （アイシャルテイオー） |
|        | 7.     | 11     | 阪神   | 宝塚記念             | GI    | 12    | 8     | 11    | 18.6（4人）     | 4着  | 菊沢隆徳 | 58   | 芝2200m（良） | 2:13.9 (36.6)    | 1.8       | グラスワンダー         |
|        | 10.    | 10     | 京都   | 京都大賞典           | GII   | 10    | 8     | 9     | 33.6（6人）     | 10着 | 菊沢隆徳 | 58   | 芝2400m（良） | 2:25.6 (35.4)    | 1.3       | ツルマルツヨシ         |
|        | 11.    | 6      | 東京   | アルゼンチン共和国杯 | GII   | 18    | 2     | 4     | 16.5（9人）     | 8着  | 菊沢隆徳 | 59   | 芝2500m（良） | 2:32.8 (36.2)    | 0.8       | マーベラスタイマー     |
|        | 12.    | 12     | 沙田   | 香港ヴァーズ         | GII   | 11    |       | 7     |                 | 7着  | 菊沢隆徳 | 57.1 | 芝2400m（良） | 2:30.8（不明）   |           | Borgia                 |

## 血統表
| ローゼンカバリーの血統                                     | ローゼンカバリーの血統                   | ローゼンカバリーの血統               | （血統表の出典）                     | （血統表の出典） |
| 父系                                                       | サンデーサイレンス系/ヘイロー系          | サンデーサイレンス系/ヘイロー系      | サンデーサイレンス系/ヘイロー系      | [ § 2 ]          |
| 父 *サンデーサイレンス Sunday Silence 1986 青鹿毛 アメリカ | 父の父Halo 1969 黒鹿毛 アメリカ          | Hail to Reason                       | Turn-to                              | Turn-to          |
| 父 *サンデーサイレンス Sunday Silence 1986 青鹿毛 アメリカ | 父の父Halo 1969 黒鹿毛 アメリカ          | Hail to Reason                       | Nothirdchance                        |                  |
| 父 *サンデーサイレンス Sunday Silence 1986 青鹿毛 アメリカ | 父の父Halo 1969 黒鹿毛 アメリカ          | Cosmah                               | Cosmic Bomb                          | Cosmic Bomb      |
| 父 *サンデーサイレンス Sunday Silence 1986 青鹿毛 アメリカ | 父の父Halo 1969 黒鹿毛 アメリカ          | Cosmah                               | Almahmoud                            |                  |
| 父 *サンデーサイレンス Sunday Silence 1986 青鹿毛 アメリカ | 父の母Wishing Well 1975 鹿毛 アメリカ    | Understanding                        | Promised Land                        | Promised Land    |
| 父 *サンデーサイレンス Sunday Silence 1986 青鹿毛 アメリカ | 父の母Wishing Well 1975 鹿毛 アメリカ    | Understanding                        | Pretty Ways                          |                  |
| 父 *サンデーサイレンス Sunday Silence 1986 青鹿毛 アメリカ | 父の母Wishing Well 1975 鹿毛 アメリカ    | Mountain Flower                      | Montparnasse                         | Montparnasse     |
| 父 *サンデーサイレンス Sunday Silence 1986 青鹿毛 アメリカ | 父の母Wishing Well 1975 鹿毛 アメリカ    | Mountain Flower                      | Edelweiss                            |                  |
| 母 ダイナフェアリー 1983 鹿毛 日本                         | 母の父*ノーザンテースト 1971 栗毛 カナダ | Northern Dancer                      | Nearctic                             | Nearctic         |
| 母 ダイナフェアリー 1983 鹿毛 日本                         | 母の父*ノーザンテースト 1971 栗毛 カナダ | Northern Dancer                      | Natalma                              |                  |
| 母 ダイナフェアリー 1983 鹿毛 日本                         | 母の父*ノーザンテースト 1971 栗毛 カナダ | Lady Victoria                        | Victoria Park                        | Victoria Park    |
| 母 ダイナフェアリー 1983 鹿毛 日本                         | 母の父*ノーザンテースト 1971 栗毛 カナダ | Lady Victoria                        | Lady Angela                          |                  |
| 母 ダイナフェアリー 1983 鹿毛 日本                         | 母の母ファンシーダイナ 1978 鹿毛 日本    | * シーホーク                         | Herbager                             | Herbager         |
| 母 ダイナフェアリー 1983 鹿毛 日本                         | 母の母ファンシーダイナ 1978 鹿毛 日本    | * シーホーク                         | Sea Nymph                            |                  |
| 母 ダイナフェアリー 1983 鹿毛 日本                         | 母の母ファンシーダイナ 1978 鹿毛 日本    | *ファンシミン Fancimine              | Determine                            | Determine        |
| 母 ダイナフェアリー 1983 鹿毛 日本                         | 母の母ファンシーダイナ 1978 鹿毛 日本    | *ファンシミン Fancimine              | Fanciful Miss                        |                  |
| 母系(F-No.)                                                | ファンシミン系(FN:9-f)                   | ファンシミン系(FN:9-f)               | ファンシミン系(FN:9-f)               | [ § 3 ]          |
| 5代内の近親交配                                            | Almahmoud4×5、Lady Angela4･5（母内）     | Almahmoud4×5、Lady Angela4･5（母内） | Almahmoud4×5、Lady Angela4･5（母内） | [ § 4 ]          |
| 出典                                                       | 1. 2. 3. 4.                              | 1. 2. 3. 4.                          | 1. 2. 3. 4.                          | 1. 2. 3. 4.      |

全兄にサマーサスピション。3代母のファンシミンを始祖とする牝系からはソングオブウインド、アドマイヤマックス、ラインクラフトなど活躍馬多数。スターロツチ系やスカーレットインク系、シラオキ系などと並ぶ日本国内有数の名牝系出身である。